# Jimmy Carl Black

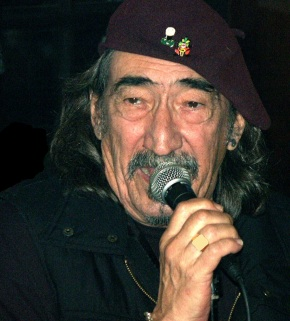
Jimmy Carl Black (2002)

Jimmy Carl Black (* 1. Februar 1938 in El Paso, Texas, USA als James Inkanish Jr.; † 1. November 2008 in Siegsdorf, Deutschland) war ein US-amerikanischer Schlagzeuger und Sänger. Bekannt wurde er vor allem mit der Zappa-Band The Mothers of Invention und durch den Film 200 Motels.

## Leben
Jimmy Carl Black spielte seit dem sechsten Lebensjahr Klavier. 1958 begann er  Schlagzeug zu spielen. Seine erste Single nahm er 1962 mit der Gruppe The Keys auf. 1964 gründete er mit Roy Estrada die Gruppe Soul Giants. 1965 stießen zunächst Ray Collins und kurz darauf Frank Zappa zu der Band, die nach mehreren Umbenennungen schließlich als The Mothers of Invention bekannt wurde. Mit dieser Band absolvierte Black viele Live-Auftritte und war an acht Alben beteiligt. Außerdem wirkte er an drei Zappa-Soloprojekten, an den von Zappa produzierten Alben Permanent Damage der Groupie-Band GTO’s und Trout Mask Replica von Captain Beefheart & His Magic Band mit. Wegen seiner indianischen Herkunft war Black bekannt als „The Indian of the Group“.
1970 gründete Black die Gruppe Geronimo Black, in der auch Bunk Gardner mitspielte und die zwei Alben herausbrachte. 1971 stand er in Frank Zappas Film 200 Motels als Lonesome Cowboy Burt gemeinsam mit Musikern wie Ringo Starr, Mark Volman, Howard Kaylan und Keith Moon vor der Kamera.
Nach verschiedenen musikalischen Projekten begann er 1980, mit der Band The Grandmothers Lieder der Mothers of Invention und eigene Kompositionen zu spielen. Zehn Alben wurden herausgebracht, bis sich die Gruppe im Jahr 2002 ohne Mitwirken Blacks neu formierte. Auch mit der Zappa-Coverband The Muffin Men trat Jimmy Carl Black auf, unter anderem auf der Zappanale 2003 in Bad Doberan.
Nach dem Tode seiner ersten Frau, mit der er sechs Kinder hat,  heiratete er eine Deutsche, die er auf einer Deutschlandtournee kennengelernt hatte.  Monika und Jimmy Carl Black lebten seit den 1990er-Jahren im oberbayerischen Siegsdorf.

Die letzten beiden Jahre seines Lebens haben die Filmemacherinnen Sigrun Köhler und Wiltrud Baier Jimmy Carl Black in seiner neuen bayerischen Heimat und bei seinen Auftritten mit der Kamera begleitet. Der Film Where’s the beer and when do we get paid? kam im Sommer 2013 in die Kinos.
Jimmy Carl Black starb am 1. November 2008 in Siegsdorf an Krebs.